# Celatopesia hassleri
Celatopesia hassleri is een krabbensoort uit de familie van de Parthenopidae. De wetenschappelijke naam van de soort is voor het eerst geldig gepubliceerd in 1925 door Rathbun.